# 遼西翼龍屬
遼西翼龍屬（屬名：Liaoxipterus）是翼龍目翼手龍亞目梳頜翼龍科的一屬，化石發現於中國遼寧省朝陽市的九佛堂組，年代為下白堊紀的巴列姆階到阿普第階。
在2005年，中國古生物學家董枝明、呂君昌將這些化石進行敘述、命名，模式種是短頜遼西翼龍（L. brachyognathus）。屬名意為「遼寧西部的翼」；種名在古希臘文意為「短的嘴部」。
遼西翼龍的正模標本（編號CAR-0018）是一個幾乎完整、遭到擠壓變形的癒合下頜，長度為16.1公分。與其他梳頜翼龍科的差別，在於牙齒較短、牙齒數量較少，每側只有11顆。還發現一個分離的舌骨。
遼西翼龍最初被歸類於梳頜翼龍科。在2006年與2008年，汪筱林等人先後提出遼西翼龍屬於夜翼龍科。在2008年，呂君昌提出努爾哈赤翼龍是遼西翼龍的次異名。

## 外部連結
- Liaoxipterus in The Pterosaur Database
- Liaoxipterus in The Pterosauria